# Pseudarchaster obtusus
Pseudarchaster obtusus är en sjöstjärneart som beskrevs av Hayashi 1973. Pseudarchaster obtusus ingår i släktet Pseudarchaster och familjen Pseudarchasteridae. Inga underarter finns listade i Catalogue of Life.